# Pierre Alexandre Tardieu

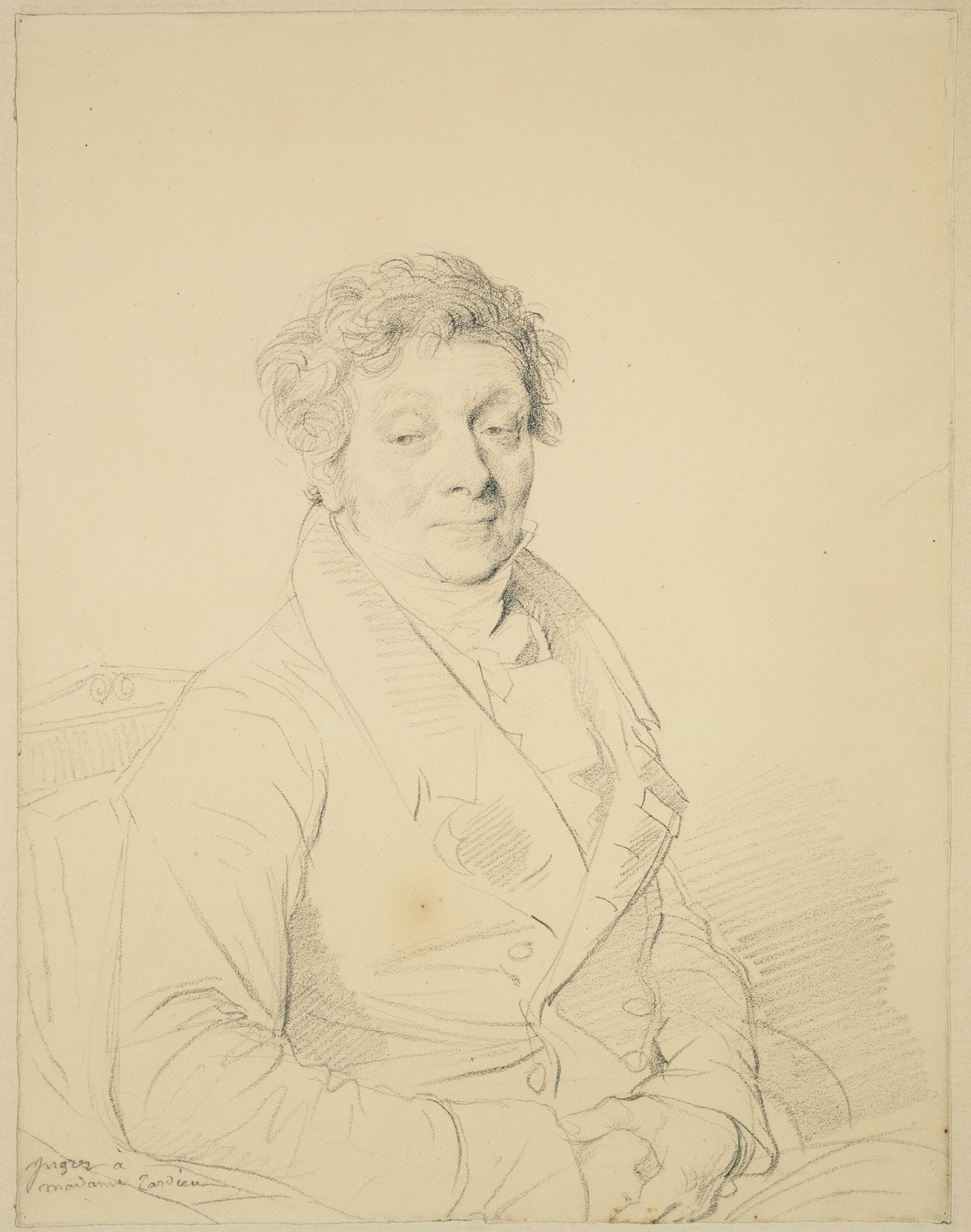
Ingres – Porträt von Pierre Alexandre Tardieu

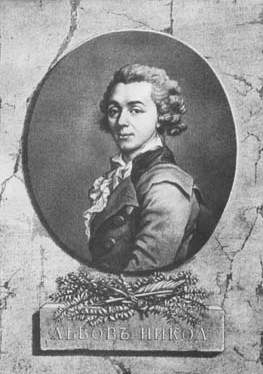
Bildnis des Nikolay Alexandrovich Lvov nach Dmitry Levitzky

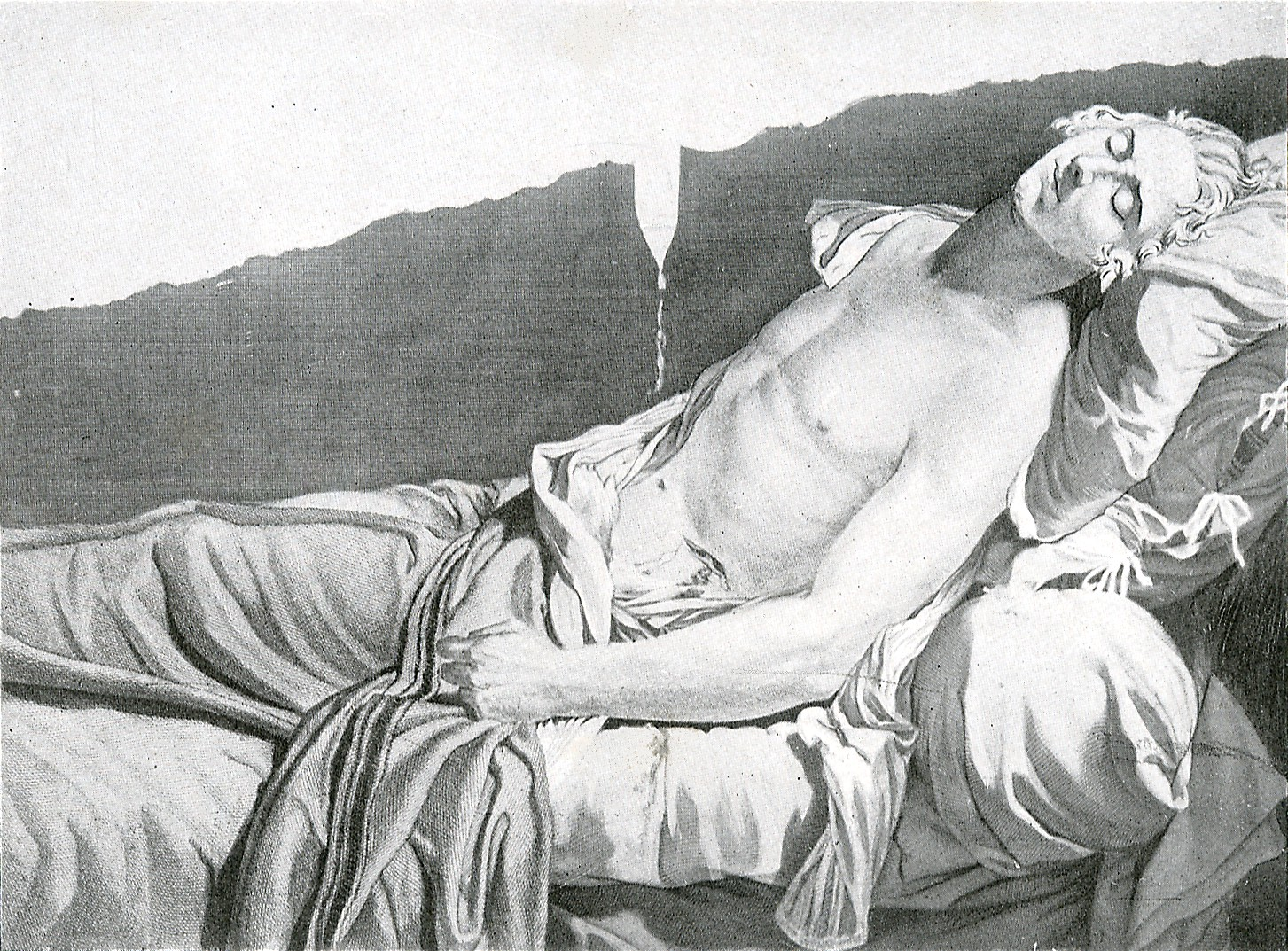
Die letzten Momente von Michel Lepeletier, Stich von Tardieu nach dem Gemälde von Jacques-Louis David

Pierre Alexandre Tardieu (* 2. Mai 1756 in Paris; † 3. August 1844 ebenda) war ein französischer Kupferstecher und Porträtist.

## Biographie
Tardieu war Mitglied der bedeutenden Kupferstecherfamilie Tardieu. Seine Brüder waren Antoine François Tardieu und Jean Baptiste Pierre Tardieu. Seine Neffen Ambroise und Pierre waren ebenfalls in diesem Gewerbe tätig.
Sein Handwerk lernte er bei seinem Onkel Jacques Nicolas Tardieu und seinem Taufpaten Johann Georg Wille. Seine Vorbilder dabei waren Gérard Edelinck und Robert Nanteuil. Er galt als einer der wenigen Graveure, die auch gemalte Vorlagen mit großer Kunstfertigkeit und Feinheit umsetzen konnten. Er hatte zahlreiche Schüler, von denen besonders Auguste Gaspard Louis Desnoyers hervorstach.
1822 übernahm er den Sitz von Charles Clément Balvay in der Académie des Beaux-Arts. 1825 wurde er zum Ritter der Ehrenlegion ernannt. Weiterhin war er Mitglied an der Petersburger Akademie und der Mailänder Akademie.

## Werke (Auswahl)

### Nach Vorlagen
- Heiliger Michael nach Raffael
- Heiliger Hyronimus nach Domenichino
- Judith mit dem Haupt des Holofernes nach Cristofano Allori
- Ruth und Booz nach Louis Hersent
- Marie Antoinette nach Élisabeth Vigée-Lebrun

### Von eigener Hand
- Bildnis von Henry IV.
- Bildnis von Voltaire
- Bildnis von Karl XII.